# ČSD S 699.0
A ČSD S 699.0, később ČD 280, egy cseh Co'Co' tengelyelrendezésű, 25 kV 50 Hz AC áramrendszerű villamosmozdony volt. A Škoda gyártotta a ČSD részére 1963-ban. Összesen csak egy példány készült belőle, melyet 1999-ben selejteztek.